# 라라 해리스
라라 해리스(Lara Harris, 1962년 8월 22일 ~ )는 미국의 배우, 모델이다.
시카고에서 태어났다.

## 출연 작품
- 가장 무서운 이야기 (2006년)
- 에이프릴 샤워 (2003년) - 켈리 역
- 아일 테이크 유 데어 (1999년) - 로즈 역
- 7번가의 욕망 (1996년)
- 서키트 브레이커 (1996년)
- 머시너리 (1996년)
- CIA 솔저 (1995년)
- 플레이보이 러브 (1993, All Tied Up)
- 데몰리션 맨 (1993년) - 타코 벨 후원자 역
- 신부님 참으세요 (1991년)
- 피셔 킹 (1991년)
- 제4의 전쟁 (1990년)
- 최후의 결전 (1988년)
- 무인지대 (1987년) - 앤 역
- 마네킨 (1987년)

### 텔레비전
- 프렌즈 (1994년)